# Gjergj Fishta
Gjergj Fishta, född den 23 oktober 1871 i Shkodra, Albanien, Osmanska riket, död den 30 december 1940 i Shkodra, Kungariket Albanien (1939–1943), var franciskanmunk och albansk diktare och politiker.
Fishta gick i skola hos franciskanmunkarna i Troshani och Shkodra. Vid 15 års ålder, 1886, sändes han av franciskanorden till Bosnien där han fortsatte sin utbildning med filosofiska och teologiska studier. Han läste även språk, bland annat latin, italienska och kroatiska. 1894 prästvigdes Fishta som katolsk präst och återvände till Albanien där han verkade som lärare i Troshani och församlingspräst i byn Gomsiqja. Han verkade som församlingspräst och lärare fram till 1902. Han deltog i Manastirkongressen 1908.
Han var ledamot av Albaniens parlament och en tid dess vice talman. Fram till andra världskrigets slut sågs Fishta som Albaniens nationalskald, men under kommunisttiden var hans verk förbjudna.